# Porto de Paita
O Porto de Paita está localizado no departamento de Piura, ao norte do Peru.
É o segundo porto nacional em nível de importância, após o Porto de Callao, quanto ao movimento de contêiners e o quinto em movimento total de carga. O porto de Paita é o principal porto do norte peruano, mobilizando contêiners de importação e exportação (principalmente produtos hidrobiológicos e agrícolas) e carga geral.
No primeiro trimestre do 2009 foi dada a concessão para o consórcio luso-peruano Terminais Portuários Euroandinos (TPE), que assinou o contrato em setembro desse ano.
No ano de 2018, o movimento portuário no porto de Paita foi de 274,151 TEU's localizando no posto 42 na lista de atividade portuária da América Latina e Caribe.

## Localização
O porto de Paita está localizado na Província de Paita, a 56 quilômetros da cidade de Piura no departamento do mesmo nome. Sua posição geográfica é 81° 6′ 23″ de longitude O e 5° 5′28″ latitude S ao extremo nordeste de Peru. 
A localização geográfica do porto determina como a zona natural de influência às regiões do Amazonas, Cajamarca, Lambayeque, Piura, Tumbes e San Martín.

## História
Este terminal portuário foi construído em 1966 e remodelado em 1999. Dado que no ano 2008 foi baixado da categoria de âmbito e alcance nacional a regional, foi suspenso o processo de privatização que tinha iniciado ante a solicitação da Autoridade Portuária Nacional.

## Remodelagem do porto
Depois do processo de concessão a empresa Terminais portuários euroandinos comprometeu-se a realizar um investimento de US$155 milhões, as obras de modernização do porto de Paita inauguraram-se em outubro de 2014, o que tem permitido triplicar o rendimento do terminal, até 70 contêiners por hora/navio, desde os 22 contêiners por hora/navio do 2009. 
Tudo isto corresponde à etapa 1 do contrato concessão, a construção do berço de contêiners que compreende a dragagem a menos de 13 metros, um ancoradouro de 300 metros, um pátio de contêiners de 12 hectares e a instalação de uma grúa pórtico de berço e dois grúas pórtico de pátio e equipamento menor.